# モンスター・ハイ
モンスター・ハイ（Monster High）はアメリカ合衆国マテルから発売されている女子高校生モンスター（モンスター娘）の人形。2010年7月に誕生し、現在世界50か国に展開している。またバービー同様、アニメやウェブ、出版などメディアミックスでも展開している。日本では2013年4月からマテル・インターナショナルから発売。キャラクターの原作はギャレット・サンダーが担当し、イラストはキーリー・ライリーが務めた 。
2013年からはこの作品と世界観を共有するドールシリーズEver After Highの発売も開始された。
2014年10月22日より『おはスタ』内のコーナーアニメ「モンスター・ハイ こわイケガールズ」が放送された。

## ドール
女性キャラクターのドールの大きさは24 cmなのに対し男性キャラクターのサイズはおおよそ28 cmである。ドールのボディはプラスチック製だが、頭部のみよりやわらかなポリ塩化ビニルでできている。
ドールの髪はサラン製だが、一部男性キャラクターのドールはプラスチックで成形されている。体格のほかにも、ドールは服装によって雰囲気が変わるようになっている。
全てのドールには、牙や縫い目、鰭や包帯などといった、元になったモンスターの特徴が何かしらの形で現れている。
通常のドールのほかにも、以下に記述するシリーズものなどが存在している。

### モンスター・ハイの生徒たち
声優は英語版/日本語吹き替え版（ウェブアニメ版）/こわイケガールズ版。
フランキー・シュタイン(Frankie Stein)
声：ケイト・ヒギンズ(英語)/カサンドラ・モリス（英語）/夏谷美希/米澤円
フランケンシュタインの怪物の娘で、生後15日。
左右の瞳の色が違う（オッドアイ）のが特徴で、手首の縫合を外して、手首を移動させることも可能。
性格は恥ずかしがり屋で礼儀正しい。
電撃を放つこともでき、彼女にかみついた野生動物が逆に感電して退散する場面もある。
クラウディーン・ウルフ(Clawdeen Wolf)
声:サリー・サフィオッティ/不明/的場加恵
オオカミ人間の少女で姉御肌的な性格の持ち主。
月はもちろん、それに準ずるもの（スポットライトなど）を見てしまうと暴走してしまう性質を持つ。
兄と姉と妹がいる。
第4シーズンでデザインが変更された。
ドラキュローラ(Draculaura)
声：デビ・デリーベリー/廣瀬愛/浜崎奈々
ドラキュラ伯爵の娘で、他のキャラクターより小柄。明るい性格だが、整理整頓が苦手。
血が苦手で、血入りソーセージを見るだけでめまいを起こしてしまう。ペットにコウモリのファビュラス伯爵がいる。
クレオ・デ・ナイル(Cleo de Nile)
声:サリー・サフィオッティ/西村野歩子/齋藤綾
ミイラの少女で、実年齢は5,842歳。学校ではフィアリーディング部部長を務めており、いわゆる女王様気質。
第2シーズンでは、フィアリーディング部優勝のために奔走する。
ドールおよびウェブアニメ版では手足に包帯を巻いているが、『こわイケガールズ』版では包帯ではなくアームカバーおよびレッグカバーを巻いている。
ペットである白蛇のヒセットも飼い主と同様に着飾っている。なお、『こわイケガールズ』版ではヒセットもしゃべることができる。
ラグーナ・ブルー(Lagoona Blue)
声-ローラ・ベイリー/夏谷美希/伊達朱里紗
オーストラリアの深海から転校してきた半魚人の少女で、原語版ではオーストラリア訛りで話す。実験用の蛙を救おうと奮闘したりと水生生物にシンパシーを感じる性格でもあるが、好きな食べ物は寿司である。
学校では水泳部の部長を務めている。
ギルとは相思相愛の中で、時折そのことがトラブルを引き起こす。
ペットにピンク色のピラニア・ネプチュナがいる。
グーリア・イェルプス(Ghoulia Yelps)
声-オーデュ・パーデン/原語版流用/なし
ゾンビの少女で、人語を話すことができず唸り声をあげるだけだが、周りの友人たちには何が言いたいかは伝わっている。『こわイケガールズ』では喋らないため、ペットの梟であるフーツ・ア・ロット卿（声：中司ゆう花）が代弁している。
学校の成績は良く、カンニングを試みたクラウディーンに狙われたり、クレオにだまされて自由研究の成果を横取りされることもあった。その反面、運動神経には自信がない。
第2シーズンではフィアリーディング部のマネージャーとしてクレオら部員とともに行動することが増えた。
デュース・ゴルゴーン(Deuce Gorgon)
声:ユーリ・ローエンタール（第1シーズン～第2シーズン）→カム・クラーク（第3シーズン）→エヴァン・スミス（TVスペシャル、第3シーズン後半）/坂東賢春
メドゥーサの息子で、クレオのボーイフレンド。不用意に周りの人物を石にしてしまわぬよう、常にサングラスをしている。
クロード・ウルフ(Clawd Wolf)
声:ユーリ・ローエンタール（『勝負の行方』のみ）→オージー・バンクス/坂東賢春
クラウディーンの兄で、ドラキュローラ達とは昔馴染み。
第2シーズン以降ドラキュローラとのロマンスに発展しかけた。
大家族の中で育ってきたためしっかり者であり、学校ではバスケットボール部部長を務めている。
スローマン・『スロー・モ』・モルトアヴチ(Sloman "Slo Mo" Mortavitch)
声-オーデュ・パーデン
グーリアと仲良くなったゾンビの少年で、チェス部に所属している。
ギリントン・『ギル』・ウェバー（Gillington "Gil" Webber）
声-エヴァン・スミス/坂東賢春
半魚人の少年で、頭は水の満たされた透明なヘルメットに覆われている。ラグーナとは異なり淡水で生活する種族である。
頭は常にガラスケースの中に入っている。
ヒース・バーンズ(Heath Burns)
声-ユーリ・ローエンタール（第1シーズン）→カム・クラーク
炎の精霊である少年。興奮すると頭が燃え上がる。
『代理教師』ではザールが代理教師を務めると聞いてさぼるために教室をすぐに出て行く形でモブキャラクターとして登場した。続く『あこがれの新入生』で、ドラキュローラの恋愛の対象になった。
クラウディーンやフランキーからは暑苦しさゆえ宜しく思われていないが、ドラキュローラからの評価は悪くない。
トラライ・ストライプ(Toralei Stripe)
声-アメリカ・ヤング
第2シーズンの『フィアリーダーの危機』より登場した猫娘3人組の一人で、明るい茶色の体色が特徴。
モンスター・ハイのフィアリーディング部の大会優勝を妨害すべく暗躍したが、最終的には仲間とともにモンスター・ハイ側についた。
Purrsephone
声-アメリカ・ヤング
『フィアリーダーの危機』より登場した猫娘3人組の一人で、トラライとは親友。灰色の体色をしており、髪の毛は白い。
Meowlody
声-アメリカ・ヤング
『フィアリーダーの危機』より登場した猫娘3人組の一人で、トラライとは親友。
アビー・ボミナブル(Abbey Bominable)
声-エリン・フィッツジェラルド/不明/小林梢
イエティの娘で、片言に近い喋り方が特徴。冷たく無愛想に見えるが、高山で酸素を節約するために無口に育ってきただけであり、実際は誠実な人物でもある。
触れたものを凍らせる能力を持つ。
「こわイケガールズ」では訛りのある話し方をする。
ジャクソン・ジキル(Jackson Jekyll)
声-シンディ・ロビンソン
ヒースのいとこで、半分炎の精霊の血を引いている。一時はフランキーとのロマンスに発展した。
ホルト・ハイド(Holt Hyde)
ジャクソンのもう一つの人格。ジャクソンとは対照的に明るい。二つの人格同士が直接コミュニケーションをとることは困難なため、携帯電話のビデオ機能を使ってコミュニケーションをとる。明るい性格で華やかな服を着ている。 
ルナ・モチューズ(Luna Mothews)
ニュージャージー州のモスマンの娘。黄色の肌、オレンジ色の目、短いストレートの黒髪を持つ。ニュージャージー州訛りで話をし、ブロードウェイで自身の才能を見つけるためにニューヨークに行った。
アストラノヴァ(Astranova)
地球外エイリアン。パープルブルーの肌、ダークブルーの瞳、ダークブルーの長髪が特徴。
マウセデス・キング(Mouscedes King)
ラットキングの娘。
スペクトラ・ヴォンダーガイスト(Spectra Vondergeist)
声-エリン・フィッツジェラルド/不明/皆川純子
女子生徒である幽霊。恥ずかしがり屋で、囁くような声で話す。校内の皆のことを愛しているが、性格ゆえその愛はゴシップ報道という形で表れている。しかも、話を少し訊いただけで残りを想像で埋めてしまうため、結果として誤った報道をしてしまう。スペクトラの報道が原因でドラキュローラ達の友情にひびが入りかけるも、事情を話し、ドラキュローラ達のことを報道しないという約束をもって友情崩壊は免れた。
「こわイケガールズ」では、ウェブアニメ版とは異なる性格付けがされており、ニュースサイト『モンスターソース』の運営者という一面を持っている。
オペレッタ(Operetta)
声-シンディ・ロビンソン
オペラ座の怪人の娘。フランス生まれだが、父に連れられ幼少時をサウスカロライナ州で過ごしてきたため、原語版では南部訛りでしゃべる。彼女の家族が学校の地下墓地にある古いオペラ劇場を修繕するため、モンスターハイに編入した。また、その地下墓地には彼女の音楽スタジオもある。父同様音楽の才能があるものの、生演奏で聞かせると聴衆の正気を奪うのが悩みである。
クレオからデュースの浮気相手と疑われたこともあったが、彼の楽曲制作に協力していただけであった。その後、窮地に陥ったフィアリーディング部に救いの手を差し伸べた。
ヴィーナス・マクフライトラップ(Venus McFlytrap)
植物のモンスターの娘。目立ちたがり屋でパンクな衣装に身を包んでいるが、環境保護に熱心な一面を持つ。不思議な粒子を振りまいて異性を魅了させることもできる。
名前の元ネタはハエトリグサの英名である"Venus Flytrap"。
ロシェル・ゴイル(Rochelle Goyle)
声-エリン・フィッツジェラルド
ガーゴイルの少女。
ジナファイア・ロン(Jinafire Long)
声-ステファニー・シェー
龍の少女。中国の龍の娘。
スケリータ・カラヴェラス(Skelita Calaveras)
声-ローラ・ベイリー
ロス・エスケレトス（骸骨）の娘。メキシコへ越冬に来るオオカバマダラ（モナーク）が好き。
ジジ・グラント(Gigi Grant)
ランプの精の娘。
トワイラ(Twyla)
ブギーマンの娘。
キャットリーヌ・デミュウ(Catrine DeMew)
英：Karen Strassman（ウェブアニメ版）, ケイト・ヒギンズ（Scaris: City of Frights）
スカリ出身の猫娘で、後にモンスターハイに編入した。
キャッティ・ノワール(Catty Noir)
モンスター・ハイに編入した猫娘。かつてアイドル歌手だったという経歴を持つ。
ロベッカ・スチーム(Robecca Steam)
マッドサイエンティストの両親によって造られたロボットの少女で、実年齢は116歳。体内時計が故障しているため、遅刻癖がある。錆びるため、雨を好まない。
スタントといった他人を驚かせることが好きで、ロケットブーツをいつも履いている。
ジェーン・ブーリトル(Jane Boolittle)
ドクター・ブーリトルの娘。内気な性格だが、動物たちと会話する能力を生かし、生徒たちのペットたちと仲良くなった。
ローナ・マクネッシー(Lorna McNessie)
声-Marieve Herington
イスィ・ダウンダンサー(Isi Dawndancer)
カジャースティ・トロールソン(Kjersti Trollson)
トロールの娘。
バットシー・クラロ(Batsy Claro)
声-Cristina Milizia
白い吸血鬼の娘。コスタリカ出身。
マリソル・コクシ(Marisol Coxi)
声-Cristina Milizia
マリコキシの娘。南米ビッグフットと呼ばれる。
モアニカ・ディーケイ(Moanica D'Kay)
声-Cristina Milizia
ゾンビの女の子。
ゴブ(Gob)
スライムの男の子。
Skelly
骸骨の男の子。
Bonesy
Skellyの弟。兄に似ているが異なるファッションスタイルを持っている。
Woolee
シルヴィ・ティンバーウルフ(Silvi Timberwolf)
声-Marieve Herington
灰色の狼男の娘。
グライオピー・ジェリントン(Gooliope Jellington)
未知の娘、赤みがかったピンク色の肌、黄色の縞模様の赤い髪、明るい青色の青い瞳をしている。
キヨミ・ホーンテリー (Kiyomi Haunterly)
のっぺら坊の娘である幽霊の女の子。顔がないが、目、鼻、口の顔のようなものを描くことができる。スペクトラ・ヴォンダーガイストとドラキュローラとの親友で、ゴースト界からモンスター界への入り口を開いた。
ポーター・ガイス(Porter Geiss)
ポルターガイストの息子。ホーンテッド・ハイの幽霊学校の起源である緑色のモンスター。
ヴァンダーラ・ダブルーンス(Vandala Doubloons)
幽霊海賊の娘。海賊船「塩味の幽霊」を所有しており、アイという名前のペットイカを飼っている。薄い青色の肌、長い波状の濃い青い髪、薄いピンクの目をしている。
リヴァー・スティックス(River Styxx)
ジープ・リーパーの娘。死神の娘として、人を病的な方法で死に至らしめる。

### モンスター・ハイの教職員
ルー・ザール先生（Lou Zarr）
声 - トロイ・ベイカー/
ドラキュローラたちのクラスに代理教師としてやってきた人間の男性。発音が『Loser』と似ていたため、生徒たちからは『負け犬』と呼ばれ憤慨していた。
透明先生(Mr. Where)
声-ユーリ・ローエンタール
演劇の教師である透明人間。透明化するときは衣装ごと透明になることが可能。『カンニング』では試験の監督を務めていた。
Mr. Hackington "Hack"
声-オーデュ・パーデン
レザーフェイスのような姿をした生物教師。
ヘッドレス・ヘッドミストレス・ブラッドグッド(Headless Headmistress Bloodgood)
声-ローラ・ベイリー
モンスター・ハイの校長を務める首なし騎士の娘。生徒と会話するときは、首を外して机の上に置く。
愛馬・ナイトメアとともに行動することも多い。

### メディア関係者
クラウディア・ウルフ(Clawdia Wolf)
クラウディーンの姉。
エリザバット(Elissabat)
吸血鬼の娘である映画女優。映画女優という職についているにもかかわらず人前に立つのが苦手で、自然な演技も時間をかけて作り上げたものである。
ハニー・スワンプ(Honey Swamp)
ルイジアナ州にあるハニーアイランドの沼地に潜む化け物・スワンプの娘で、映画のカメラマンを目指している。「伝説のゴースト・ゴアビリー」では100年に一度開かれるイベント『ゴースト・ゴアビリー』の取材へドラキュローラ達を連れて行った。
ヴァイパリン・ゴルゴーン（Viperine Gorgon）
声：イェニ・アルバレス
ゴルゴーン三姉妹・ステンノーの娘で、デュースの従姉妹。
ホラーウッドでエリザバット専属のメイクアップアーティストとして働いている。

### その他
マーフィー
フィアリーディングの神と呼ばれた老婆。モンスター・ハイのフィアリーディング部の優勝のために尽力し、トラライ達からの妨害から守ったりもした。
ネフェラ・デ・ナイル(Nefera de Nile)
声-ウェンディ・リー
クレオの姉で、年齢は5,845歳。冷血かつ自己中心的で他者を軽蔑する傾向にあり、クレオを困らせていた。猫娘3人組を裏で操り、妹の妨害をしていた。

## メディア展開
2010年5月5日、モンスター・ハイの公式ウェブサイトがオープンした。公式サイトでは、ゲームやキャラクターのプロフィール、ダウンロードコンテンツなどのほかに、Webアニメや舞台裏を描いた映像の配信も行われている 。主題歌"Fright Song" はYouTubeで視聴可能なほか、 iTunesでも購入可能である。
また、テレビスペシャルの放送も行われており、これまでにニコロデオンでNew Ghoul @ School、Fright On!、"Ghouls Rule"、 Why Do Ghouls Fall in Love、Scaris:City of Frights、Escape from Skull Shoresが放送された。   
2011年10月25日にはニンテンドーDS/Wii用ソフトウェアen:Monster High: Ghoul Spiritが発売され、翌年11月には、同じプラットフォームでSkultimate Roller Mazeというゲームソフトも発売された。このほかにも、 Ghoul BoxとSweet 1600 というiPad/iPhone向けアプリもiTunesで配信されている。
現在、世界中を舞台とした、実写ミュージカル映画の制作が、ユニバーサル・ピクチャーズによって進行している。

## 日本での展開
日本では2013年3月からwebアニメの配信が行われており、青文字系モデルのYURAがイメージキャラクターを務める。
2013年9月13日から15日にかけて、「モンスターハイスクール原宿校 文化祭」というイベントが開催され、YURAや日本語版webアニメに出演した声優のほかにも、水沢アリーが出席した。
『ぷっちぐみ』2014年5月号より、HIME+YOU画・桑原美保構成という形で漫画の連載が開始された。

### 「モンスター・ハイ こわイケガールズ」
2014年10月22日より『おはスタ』内のコーナーアニメとして放送が開始された。アニメーションは日本で新規に描き起こされたものであり、声優もウェブアニメ版と異なる。早朝からの放送であるため、テレビ放送後、Youtubeに動画が配信される仕組みをとっている。

#### スタッフ
- 監督：ワタナベシンイチ
- 助監督：たかおかきいち
- 脚本：赤尾でこ
- キャラクターデザイン：長森佳容、岡崎洋美、荻原しょう子
- CGディレクター：千野早百合、吉田健
- モデリング：桐敷晃、片山公美子
- 2Dフェイス：浅井悠可
- 美術監督：行信三
- 色彩設計：辻田邦夫
- 撮影監督：宮田和英
- 編集：沖田秀樹
- アニメーションスーパーバイザー：竹内孝次
- 音響監督：伊藤巧
- 音響効果：北方将実
- 選曲：長濱麻衣子
- 録音スタジオ：HALF H・P STUDIO
- アニメーション制作協力：PICONA Creative Studio
- アニメーション制作：小学館ミュージック&デジタル エンタテイメント

#### 使用曲
主題歌
モンスター・ハイ
日本語歌詞 - MEG.ME / 歌 - amorecarina feat. Chu-Z KAEDE（日本コロムビア）
挿入歌
ネプチュナはピラニア
ネプチュナはピラニア2
さくし / さっきょく - ラグーナ
両曲共に7話で使用。

#### サブタイトル
1. サイコーなモンスターハイライフ!
2. ハロー！モンスターハロウィン!
3. 黄金のクレオ・デ・ナイル
4. クラウディーンの恋!?
5. クールビューティーなアビー
6. 恐怖!イケてるブラックカーペット
7. ラグーナ、海へ…
8. パーティー パーティー パーティー!

## サブタイトル
順番は北米での配信に準ずる。(入れ替えのあるシーズンは日米の話数を併記する。)

### 第1シーズン
| 話数 （米） | 話数 （日） | 邦題                         | 原題                                |
| ----------- | ----------- | ---------------------------- | ----------------------------------- |
| 1           | 1           | ジョンディス・ブラザーズ     | Jaundice Brothers                   |
| 2           | 7           | クラウディーン、オンステージ | Talon Show                          |
| 3           | 3           | フィアリーディング           | Fear Squad                          |
| 4           | 4           | 代理教師                     | Substitute Creature                 |
| 5           | 12          | バースデーバーティー         | Party Planners                      |
| 6           | 6           | ギルとラグーナ               | Blue Lagoona                        |
| 7           | 10          | カンニング                   | Copy Canine                         |
| 8           | 5           | あこがれの新入生             | The Hot Boy                         |
| 9           | 13          | ツイてない日                 | Bad Scare Day                       |
| 10          | 8           | クラス写真                   | Photo Finish                        |
| 11          | 2           | グーリアの恋                 | Cyrano De Ghoulia                   |
| 12          | 14          | ニキビ狂想曲                 | Bad Zituation                       |
| 13          | 11          | オーディション               | Clawditions                         |
| 14          | 9           | 自由への戦い                 | Freedom Fight                       |
| 15          | 15          | 絶体絶命                     | Totally Busted                      |
| 16          | 17          | ホラーな金曜日               | Freakout Friday                     |
| 17          | 16          | 科学コンテスト               | Mad Science Fair                    |
| 18          | 18          | 初めての映画鑑賞             | Shock and Awesome                   |
| 19          | 19          | ドラキュラの秘密             | The Good, the Bat, and the Fabulous |
| 20          | 20          | うわさ狂想曲                 | Rumor Run Wild                      |
| 21          | 21          | 勝負の行方                   | Fur Will Fly                        |
| 22          | 22          | 運勢占い                     | Horrorscope                         |
| 23          | 23          | 古代エジプトの呪い           | Idol Threat                         |
| 24          | 24          | 子育て上手は誰               | Hatch Me If You Can                 |
| 25          | 25          | ゾンビカップル誕生？         | Date of the Dead                    |
| 26          | 26          | 真実か挑戦か                 | A Scare of a Dare                   |
| 27          | 27          | 保護者面談                   | Parent-Creature Conference          |

### 第2シーズン
| 話数 （米） | 話数 （日） | 通算 （米） | 通算 （日） | 邦題                         | 原題                       |
| ----------- | ----------- | ----------- | ----------- | ---------------------------- | -------------------------- |
| 1           | 1           | 28          | 28          | フィアリーダーの危機         | Scream Building            |
| 2           | 2           | 29          | 29          | 友情のために                 | Why We Fright              |
| 3           | 3           | 30          | 30          | ピラミッドパワー             | Fear-a-Mid Power           |
| 4           | 4           | 31          | 31          | ベスト・フレンド             | Beast Friends              |
| 5           | 5           | 32          | 32          | 本番当日                     | Varsity Boos               |
| 6           | 6           | 33          | 33          | 評決のとき                   | Gloomsday                  |
| 7           | 7           | 34          | 34          | 戦意喪失                     | Falling Spirits            |
| 8           | 8           | 35          | 35          | エラー発生                   | Fatal Error                |
| 9           | 9           | 36          | 36          | いざ、グルームビーチへ       | Screech to the Beach       |
| 10          | 10          | 37          | 37          | 魔女裁判                     | Witch Trials               |
| 11          | 11          | 38          | 38          | ライバルは誰                 | Don't Cheer the Reaper     |
| 12          | 12          | 39          | 39          | 優勝への道                   | Road to Monster Mashionals |
| 13          | 13          | 40          | 40          | 罠にはまったクイーン         | Queen of the Scammed       |
| 14          | 14          | 41          | 41          | 13日の金曜日                 | Frightday the 13th         |
| 15          | 15          | 42          | 42          | 初めての彼氏                 | HooDoo You Like?           |
| 16          | 16          | 43          | 43          | 友達のプレッシャー           | Fear Pressure              |
| 17          | 17          | 44          | 44          | 恐怖のフィアアルバム         | Fear The Book              |
| 18          | 18          | 45          | 45          | 譲れない時                   | Desperate Hours            |
| 19          | 19          | 46          | 46          | 誤情報                       | Miss Infearmation          |
| 20          | 20          | 47          | 47          | パーティーの結末             | Hyde and Shriek            |
| 21          | 21          | 48          | 48          | グーリアの夢                 | Daydream of the Dead       |
| 22          | 22          | 49          | 49          | ネフェラ再び                 | Nefera Again               |
| 23          | 23          | 50          | 50          | 新学期                       | Back-to-Ghoul              |
| 24          | 24          | 51          | 51          | 残念な第一印象               | Abominable Impression      |
| 25          | 25          | 52          | 52          | 冷たい友達                   | Frost Friends              |
| 26          | 26          | 53          | 53          | ホントの気持ち               | Hyde Your Heart            |
| 27          | 27          | 54          | 54          | ホントの気持ち               | Ghostly Gossip             |
| 28          | 28          | 55          | 55          | ヒステリー                   | Hiss-teria                 |
| 29          | 29          | 56          | 56          | 怪人オペレッタ               | Phantom of the Opry        |
| 30          | 30          | 57          | 57          | 愛のバミューダトライアングル | The Bermuda Love Triangle  |
| 31          | 31          | 58          | 58          | 三角関係の行方               | Here Comes Treble          |
| 32          | 32          | 59          | 59          | ふたつの人格                 | Dueling Personality        |
| 33          | 33          | 60          | 60          | 帰ってきたネフェラ           | Neferamore                 |
| 34          | 34          | 61          | 61          | どん底からの復活             | Rising From the Dead       |
| 35          | 35          | 62          | 62          | 全国大会パート1              | Monster Mashionals Part 1  |
| 36          | 36          | 63          | 63          | 全国大会パート2              | Monster Mashionals Part 2  |

### 第3シーズン
日本未配信

### 第4シーズン
北米配信時、第3シーズンと第4シーズンの配信順序を間違えるミスが発生し、北米版第5話 『新生フィアリーダー』（原題："Scream Spirit"）以降休止が続いたのち、テレビスペシャル"Frights, Camera, Action"に先駆ける形で、2014年2月20日に配信が再開された。日本では、第4シーズンを先に配信している。
| 話数 （米） | 話数 （日） | 通算 （米） | 通算 （日） | 邦題                       | 原題                                   |
| ----------- | ----------- | ----------- | ----------- | -------------------------- | -------------------------------------- |
| 1           | 2           | 125         |             | ヒースの彫刻               | Eye of the Boo-holder                  |
| 2           |             | 126         |             |                            | "Boo Ghoul at School"                  |
| 3           |             | 127         |             |                            | "Who's the Boo Girl?"                  |
| 4           |             | 128         |             | ケータイで大騒ぎ!          | "Creature Creepers Adventures, Part 1" |
| 5           |             | 129         |             | 新生フィアリーダー         | "Scream Spirit"                        |
| 6           |             | 130         |             | ジジの魔法                 | "Scareful what you wish for"           |
| 7           |             | 131         |             |                            | "Monsters of Music"                    |
| 8           |             | 132         |             | 脚本家クラウディア         | "Tales from the Script"                |
| 9           |             | 133         |             | 禁断の箱                   | "Boogey Mansion"                       |
| 10          |             | 134         |             |                            | "Boolittle Too Late"                   |
| 11          |             | 135         |             |                            | "Jungle Boo-gie"                       |
| 12          |             | 136         |             | 伝説のゴースト・ゴアビリー | "Just Ghost to Show Ya"                |
| 13          |             | 137         |             | 人気女優は高校生           | "Master of Hiss-guise"                 |
| 14          |             | 138         |             |                            | "Zombie Shake"                         |
| 15          |             | 139         |             |                            | "Just One of the Ghouls"               |
| 16          |             | 140         |             |                            | "In Plain Fright"                      |
| 17          |             | 141         |             |                            | "Join the Scream"                      |
| 18          | 1           | 142         |             | We Are Monster High        | We Are Monster High                    |
| 19          |             | 143         |             | 動物たちの活躍             | "Creature Creepers Adventures, Part 2" |
| 20          |             | 144         |             |                            | "Creepateria"                          |
| 21          |             | 145         |             |                            | "I Only Have Eye for You"              |
| 22          |             | 146         |             |                            | "So You Think You Can Date"            |
| 23          |             | 147         |             |                            | "Inner Monster 1.0"                    |
| 24          |             | 148         |             |                            | "Inner Monster 2.0"                    |
| 25          |             | 149         |             |                            | "Graveball Grates"                     |
| 26          |             | 150         |             |                            | "Happy Howlidays"                      |
| 27          |             | 151         |             |                            | "Boys Fright Out"                      |
| 28          |             | 152         |             |                            | "Creature Creepers Adventures Part 3"  |
|             |             |             |             |                            | Creature Cribs                         |
|             |             |             |             | ドラキュローラのロッカー   | Draculocker                            |

### 特別編
他団体とのコラボレーションおよび、販促用エピソードなど
| 話数 （米） | 話数 （日） | 邦題 原題               | 解説 |
| ----------- | ----------- | ----------------------- | --- |
| 1           |             | Kind: The Shockumentary | Kind Campaignとのコラボレーション動画で、 このキャンペーンの設立者であるLauren Parsekianと Molly Thompsonが登場する |
| 2           |             | Fashion Emergency       | Walmart Dawn of the Dance 3パックの販促として配信                                                                   |
| 3           |             | Super Fan               | Toys R Us Fearleading 3パックの販促として配信                                                                       |
| 4           |             | Zom-Beach Party         | Target Gloom Beach 5パックの販促として配信                                                                          |
| 5           |             | We Stop Hate            | We Stop Hateとのコラボレーション動画で、同団体のGrimmily-Anneが登場する。                                           |